# 畢貝爾
畢貝爾（1957年3月17日—），加拿大政治人物，2001年至2013年間以卑詩自由黨黨員身份擔任卑詩省議會議員，先後代表喬治王子城北選區和喬治王子城—馬更些選區，曾於自由黨執政期間在省長金寶爾和簡蕙芝內閣中擔任數項廳長職務。

## 生平
畢貝爾於卑詩省溫哥華出生，1975年從拜恩中學（Lord Byng Secondary School）畢業後一度修讀於卑詩大學。他於1978年與布倫達·拉普（Brenda Lapp）結婚，兩人育有三名子女。他從1988年起居於卑詩省北部內陸的喬治王子城，在當地營辦兩間快餐店和一間貨運公司，並是一間伐木公司的共同東主。
他於2001年省選代表卑詩自由黨競逐喬治王子城北選區議席並告當選，首度晉身省議會。2004年1月，他獲省長金寶爾任命為礦務省務廳長。他於2005年省選連任後調任農業及土地廳長，2008年6月則改任林木及放牧場廳長。
2009年省選，畢貝爾於新設的喬治王子城—馬更些選區連任省議員，後留任林木及放牧場廳長。金寶爾於2010年10月調動內閣，將林木和礦務合為一廳，畢貝爾遂成為林木、礦務及土地廳長。簡蕙芝於2011年3月取代金寶爾就任省長後，委派畢貝爾出任就業、旅遊及創新廳長。他從2012年9月起兼任專責勞工廳長，而原有的內閣職銜則同時改稱就業、旅遊及技能培訓廳長。
他於2013年2月表示因患有動脈瘤而決定不會於同年5月省選中競逐連任，卸任省議員後於2015年與兒子在喬治王子城開設酒莊。

## 外部連結
- （英文）卑詩省議會網站 畢貝爾議員簡介 （页面存档备份，存于）